# 法蘭卡
法蘭高亞度·施拿·達·蘇沙（Françoaldo Sena de Souza，1976年3月2日—）一般称作法蘭卡，生于巴西，巴西职业足球运动员，現效力柏雷素爾，他曾替巴西上陣8之射入1球。